# Chris Scharmin
Chris Scharmin (* 9. April 1966 in Torhout) ist ein ehemaliger belgischer Radrennfahrer.

## Sportliche Laufbahn
Scharmin war im Straßenradsport aktiv. Als Amateur gewann er 1986 die nationale Meisterschaft im Straßenrennen vor Ludwig Willems.
Von 1987 bis 1991 war er Berufsfahrer. 1988 war er im Grand Prix de la ville de Zottegem erfolgreich, 1990 wurde er dort Dritter. 1989 siegte er im Kustpijl. Zweiter wurde er 1988 im Grand Prix Cholet-Pays de la Loire. Nach 1991 startete er wieder als Amateur.